# Alloclubionoides ovatus
Alloclubionoides ovatus là một loài nhện trong họ Amaurobiidae.
Loài này thuộc chi Alloclubionoides. Alloclubionoides ovatus được Kap Yong Paik miêu tả năm 1976.